# Cravanzana
Cravanzana (en français Cravansane) est une commune italienne de la province de Coni, dans la région Piémont.

## Géographie
Le village se situe au sommet d'une colline de l'Alta Langa.

### Communes limitrophes
Arguello, Bosia, Cerreto Langhe, Feisoglio, Lequio Berria, Torre Bormida

## Économie
- Agriculture
- Pays de la noisette « Nocciola Piemonte » (IGP) (Tonda gentile delle Langhe).

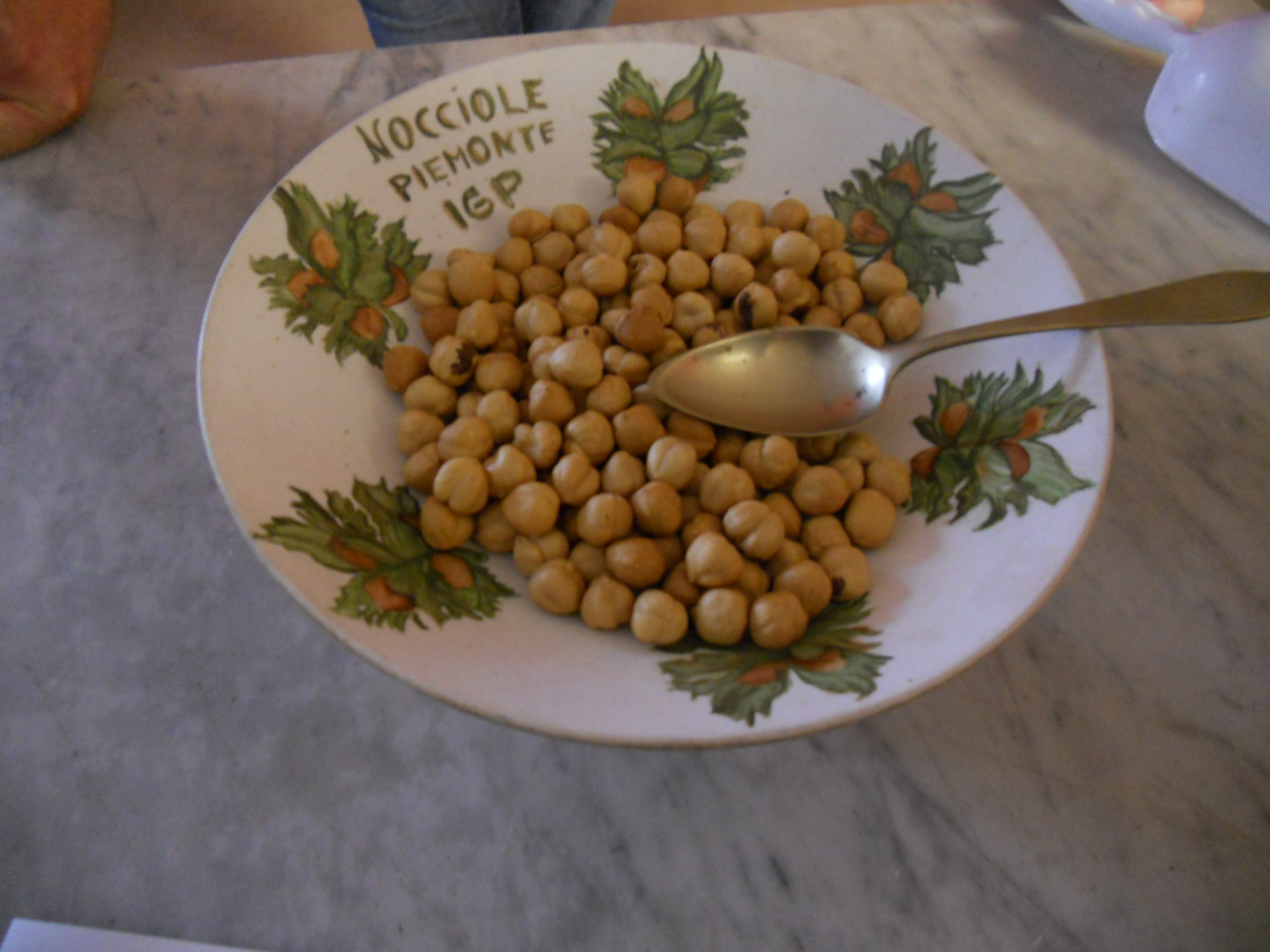
Noisettes du Piémont (IGP).

## Administration
| Période                                  | Période | Identité | Étiquette | Qualité |
| ---------------------------------------- | ------- | -------- | --------- | ------- |
| Les données manquantes sont à compléter. |         |          |           |         |
|                                          |         |          |           |         |